# Nghĩa Đức (xã)
Nghĩa Đức là một xã thuộc huyện Nghĩa Đàn, tỉnh Nghệ An , Phía Tây Nam giáp huyện Tân Kỳ, phía Tây Bắc giáp huyện Quỳ Hợp, Phía Bắc giáp với thị xã Thái Hòa, Phía Đông Bắc giáp với xã Nghĩa An, Phía Đông và Đông Nam giáp với xã Nghĩa Khánh. Nghĩa Đức  là một trong những xã có vị trí cách xa trung tâm huyện Nghĩa Đàn, khoảng 17km đường chim bay, 24km theo đường bộ.
Tổng diện tích tự nhiên là 3549,37 ha. Là xã có địa hình đồi núi phức tạp, 2/3 là diện tích đồi núi. đất đai được phân thành 2 vùng chính: thượng lưu và hạ lưu. Ngăn cách giữa hai vùng là hồ Khe Đá, có diện tích mặt nước là 500ha, là một công trình thủy lợi lớn, lấy nguồn nước tưới cho đồng ruộng của Nghĩa Đức, Nghĩa Khánh và một số xã của huyện Tân Kỳ.